# Ephraïm Inoni
Ephraïm Inoni, född 16 augusti 1947 i Bakingili, nära Limbé i Kamerun, är regeringschef i Kamerun från 8 december 2004.